# 南久屋町
南久屋町（みなみひさやちょう）は、愛知県名古屋市中区の地名。

## 歴史

### 沿革
- 明治4年 - 久屋町筋の南側部分に愛知郡南久屋町として成立[1]。
- 1878年（明治11年）
  - 6月 - 愛知県庁が下茶屋町より、庁舎新築に伴い移転[4]。
  - 12月20日 - 名古屋区成立に伴い、同区南久屋町となる[1]。
- 1889年（明治22年）10月1日 - 名古屋市成立に伴い、同市南久屋町となる[1]。

- 1892年（明治25年）私立名古屋幼稚園（後の名古屋市立第一幼稚園）が南久屋町に開園する[5]。
- 1900年（明治33年）3月 - 愛知県庁が武平町に移転[4]。
- 1907年（明治40年）7月15日 - 一部が新栄町に編入される[6]。
- 1908年（明治41年）4月1日 - 中区成立に伴い、同区南久屋町となる[1]。また、一部が東区に編入され、同区南久屋町となる[1]。
- 1911年（明治44年）11月1日 - 南鍛冶屋町の一部を編入する[1]。また、東区南久屋町の全域が同区久屋町に編入され消滅[7]。
- 1944年（昭和19年）2月11日 - 栄区成立に伴い、同区南久屋町となる[1]。
- 1945年（昭和20年）11月3日 - 栄区廃止に伴い、中区南久屋町となる[1]。
- 1966年（昭和41年）3月30日 - 住居表示実施に伴い、一部が栄三丁目に編入される[1]。
- 1969年（昭和44年）10月21日 - 栄三丁目および栄四丁目に編入され、消滅[1]。

## 人物
- 上遠野富之助[8]
- 黒川治愿[9]